# B2K
I B2K erano una boy band statunitense, fondata e prodotta da Chris Stokes nel 2001 ed attiva fino al 2004.

## Storia del gruppo
Nel 2001, i B2K pubblicano il loro primo singolo Uh Huh, a cui segue il loro primo album B2K nel 2002. Nel 2002 viene pubblicato il loro secondo ed ultimo album Pandemonium!. Il primo singolo estratto Bump, Bump, Bump, raggiunge la vetta della classifica, ed il gruppo diventa molto popolare soprattutto fra il pubblico più giovane.
Nel 2003 viene pubblicato un album natalizio, ed il gruppo partecipa allo Scream Tour insieme ad altri giovani cantanti R&B come Mario Barrett, Marques Houston e Nick Cannon.  Nello stesso anno i quattro componenti del gruppo recitano nel film SDF Street Dance Fighters. Nel gennaio 2004, Chris Stokes annuncia lo scioglimento del gruppo.
Nel 2019 il gruppo ha eseguito una reunion live attraverso il Millennium Tour, un progetto in cui hanno coinvolto molti altri grandi protagonisti dell'R&B anni 2000 tra cui  Mario, Bobby V e Lloyd. Nel 2020 il tour avrebbe dovuto andare avanti con altri openers di rilievo come Ashanti e Bow Wow, tuttavia il progetto è stato messo in stand by a causa della pandemia da COVID-19. La prima parte del tour è stata nominata ai Billboard Music Awards 2020 nella categoria Best R&B Tour.
- Lil Fizz (Dreux Pierre Frederic), (New Orleans, 16 novembre 1985)
- J-Boog (Jarell Demonte Houston), (Compton, 11 agosto 1985)
- Omarion (Omari Ishmael Grandberry), (Inglewood, 12 novembre 1984)
- Raz-B (De'Mario Monte Thornton),  (Cleveland, 13 giugno 1985)

## Discografia
- 2002 - B2K
- 2002 - B2K: The Remixes - Volume 1 (EP)
- 2002 - Pandemonium!
- 2002 - Santa Hooked Me Up (EP)
- 2003 - The Remixes - Volume 2 (EP)
- 2004 - B2K Greatest Hits
- 2004 - You Got Served Soundtrack